# Historia de la moneda en Filipinas
Historia de la moneda en Filipinas es el método utilizado como medio de intercambio y para realizar el pago antes de la adopción de las monedas y billetes en pesos filipinos actualmente en uso, incluye diseños y formularios que se han encontrado durante varios períodos de tiempo. Para el pueblo filipino, el dinero de oro como piloncitos y anillos de trueque son considerados como el símbolo de la civilización. El dinero en sí, reflejando creencias, cultura, costumbres y tradiciones de cada época y también actúa como un registro significativo en el desarrollo y la historia de Filipinas.

## Historia

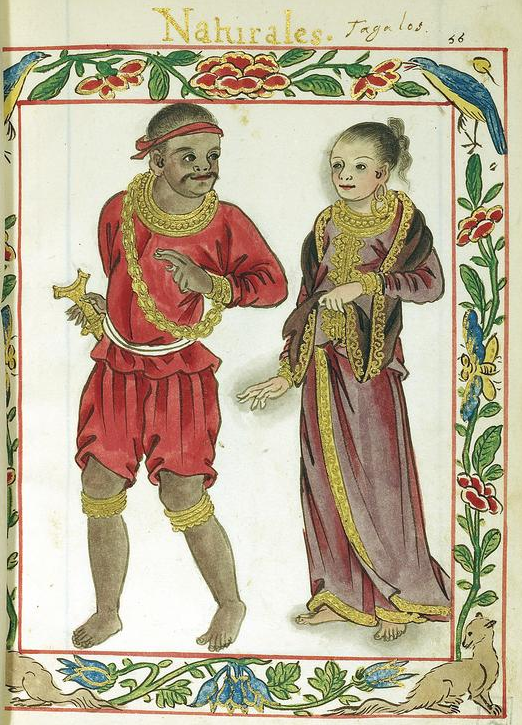
El Códice Boxer describe a la realeza en rojo (el color distintivo de su clase) y a su esposa, adornada con joyas de oro.

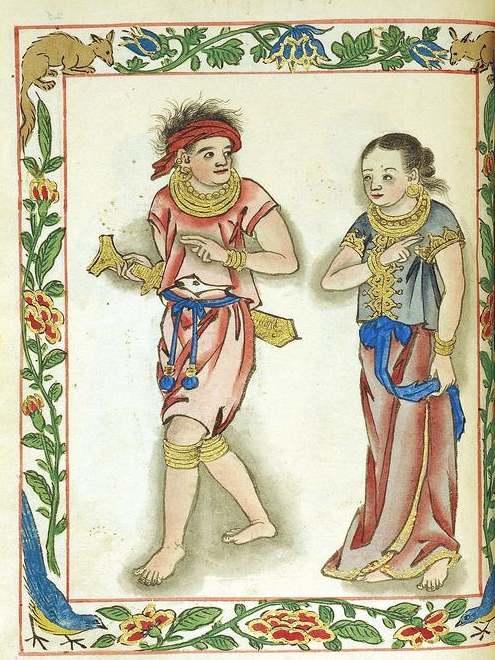
El Códice Boxer describe a una pareja real adornada con oro.

Filipinas está considerada por algunos historiadores como la isla de Crisa, la "Isla Dorada", que es el nombre dado por antiguos escritores griegos en referencia a una isla rica en oro al este de India. Pomponius Mela, Marino de Tiro en el Periplo del mar Eritreo mencionaron esta isla en 100 a. C., y es básicamente el equivalente al Indio. Suvarnadvipa, la Isla de Oro. Flavio Josefo La nombra en latín Aurea, y equipara la isla con la bíblica Ofir, de donde los barcos de Tiro, y Salomón trajeron oro y otros artículos de comercio. Las Islas Visayas, particularmente Cebú tuvieron un encuentro previo con los comerciantes griegos en el año 21.
Claudio Ptolomeo localiza las islas de Crisa al este de Khruses Kersonenson, la "Península Dorada", es decir, la Península de Malaya. El norte de Crisa en el Periplus era Thin, que algunos consideran la primera referencia europea a China. 
Alrededor del 200 aC, surgió la práctica de usar coberturas doradas para los ojos, y luego, cubiertas con orificios faciales dorados para adornar a los muertos, lo que resultó en un aumento de hallazgos de oro antiguos. Durante la dinastía Qin y la dinastía Tang, China conocía bien las tierras doradas que se encuentran al sur. El peregrino budista Yi Ching menciona a Chin-Chou, "Isla de Oro" en el archipiélago al sur de China en su camino de regreso de la India. Los musulmanes medievales se refieren a las islas como los Reinos de Zabag y Wāḳwāḳ, ricos en oro, refiriéndose, quizás, a las islas del este del archipiélago malayo, la ubicación de las Filipinas actuales y la Indonesia oriental.
El imperio español trajo sus monedas de peso cuando llegaron en 1521 y la primera moneda europea que llegó a las Islas Filipinas con la llegada de Fernando de Magallanes fue el testón o moneda de plata de cuatro reales. El testón se convirtió en la unidad de comercio de facto entre españoles y filipinos antes de la fundación de Manila en 1574. El nombre de en idioma tagalo nativo para la moneda era salapi ("dinero").

## Periodo arcaico (c.900 - 1521)

### Piloncitos

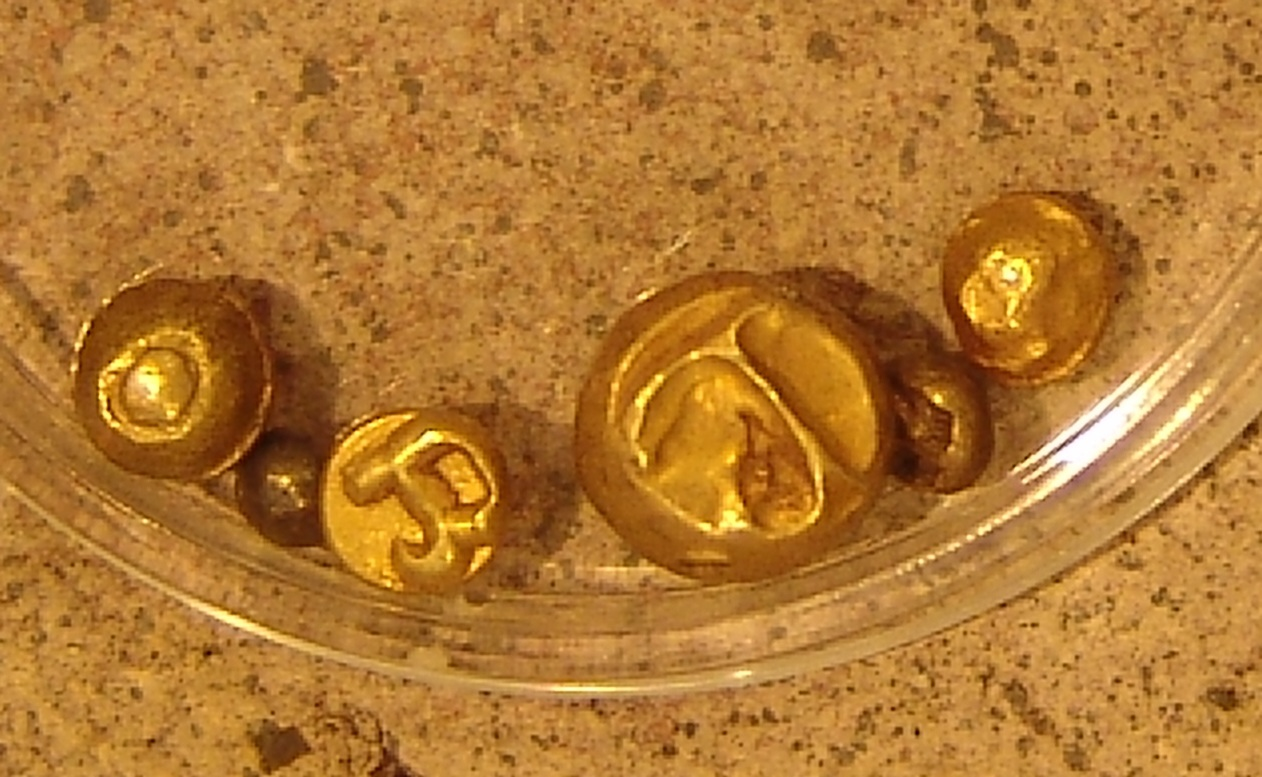
Colección de piloncitos en el Manila Mint Museum.

Los piloncitos se utilizaron en el Reino de Tondo, Namayan y Rajahnate de Butuan en las Filipinas actuales. Los piloncitos son diminutos pedacitos de oro grabados en forma de cuentas desenterrados en Filipinas. Son las primeras monedas reconocidas en Filipinas que circularon entre los siglos IX y XII. Surgieron cuando el aumento del comercio hizo que el trueque fuera un inconveniente.
Los piloncitos son tan pequeños —algunos son del tamaño de un grano de maíz— y pesan de 0.09 a 2.65 gramos de oro fino los piloncitos grandes, aproximadamente el peso de una masa. Los piloncitos han sido excavados en Mandaluyong, Bataán, las orillas del río Pasig, Batangas, Marinduque, Samar, Leyte y algunas áreas en Mindanao. Se han encontrado en gran número en los sitios arqueológicos de Indonesia que conducen a cuestiones de origen. ¿Los piloncitos fueron hechos en Filipinas o importados? Ese oro fue extraído y trabajado aquí es evidenciado por muchos documentos de cuentas españolas, como una en 1586 que decía:

La gente de esta isla (Luzón) es hindú y muy hábil en el manejo del oro. Lo pesan con la mayor habilidad y delicadeza que jamás se ha visto. Lo primero que enseñan a sus hijos es el conocimiento del oro y los pesos con los que lo pesan, porque no hay otro dinero entre ellos.

### Anillos de trueque

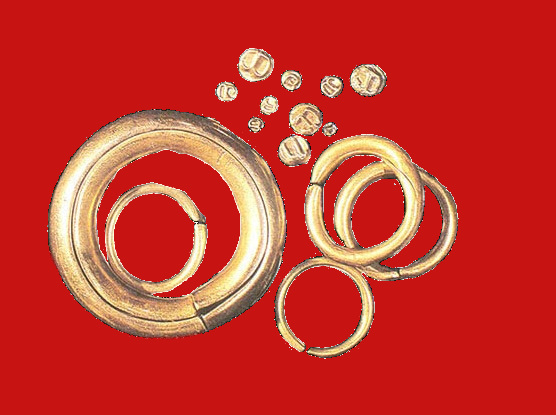
Monedas de oro: piloncitos y anillos de truque de oro.

Los primeros filipinos también comerciaban junto con anillos de trueque, que son lingotes en forma de anillo de oro. Estos anillos de trueque son más grandes que una rosquilla en tamaño y están hechos de oro casi puro.

## Era española (1521-1898)
Los españoles trajeron su dinero acuñado cuando llegaron en 1521 y la primera moneda europea que llegó a las Islas Filipinas con la llegada de Fernando de Magallanes fue el testón o la moneda de plata de cuatro reales. El testón se convirtió en la unidad de comercio de facto entre españoles y filipinos antes de la fundación de Manila en 1574. El nombre en tagalo nativo para la moneda era salapi ("dinero").

### Hilis kalamay (mazorcas de plata)
También se usaron monedas como el peso alfonsino, monedas de mazorca mexicanas —localmente llamadas hilis kalamay —, y otras monedas de otras colonias españolas. Muchas de las monedas que llegaron a Filipinas se debieron al Galeón de Manila, que dominó el comercio durante los siguientes 250 años. Estos fueron traídos a través del Océano Pacífico a cambio de mazorcas de plata de formas raras, que también se conocen como macuquinas. Otras monedas que siguieron fueron los dos mundos o los dólares de pilares en plata, las monedas de mampostería y la serie de retratos, también en plata.

### La Casa de Moneda del Peso - Moneda decimal
En 1848 se hizo un intento de remediar la confusión monetaria, con la introducción del sistema decimal en 1857 bajo el segundo sistema monetario isabelino. Supervisor de la conversión fue Fernando de Norzagaray, gobernador general en el período 1857-60.
La conversión al sistema decimal con el «peso fuerte» como unidad de cuenta resolvió el problema contable, pero hizo poco para remediar la confusión de las diferentes monedas circulantes. Las renovadas llamadas para que las Islas Filipinas tuvieran un sistema monetario adecuado finalmente se concretaron en septiembre de 1857, cuando la reina Isabel II de España autorizó la creación de la Casa de Moneda de Manila y la compra de la maquinaria necesaria. La ceca se inauguró el 19 de marzo de 1861.
A pesar de la acuñación de monedas de oro y plata, las monedas de plata mexicana, sudamericana y centroamericana todavía circulaban ampliamente.

### Peso isabelino o peso fuerte

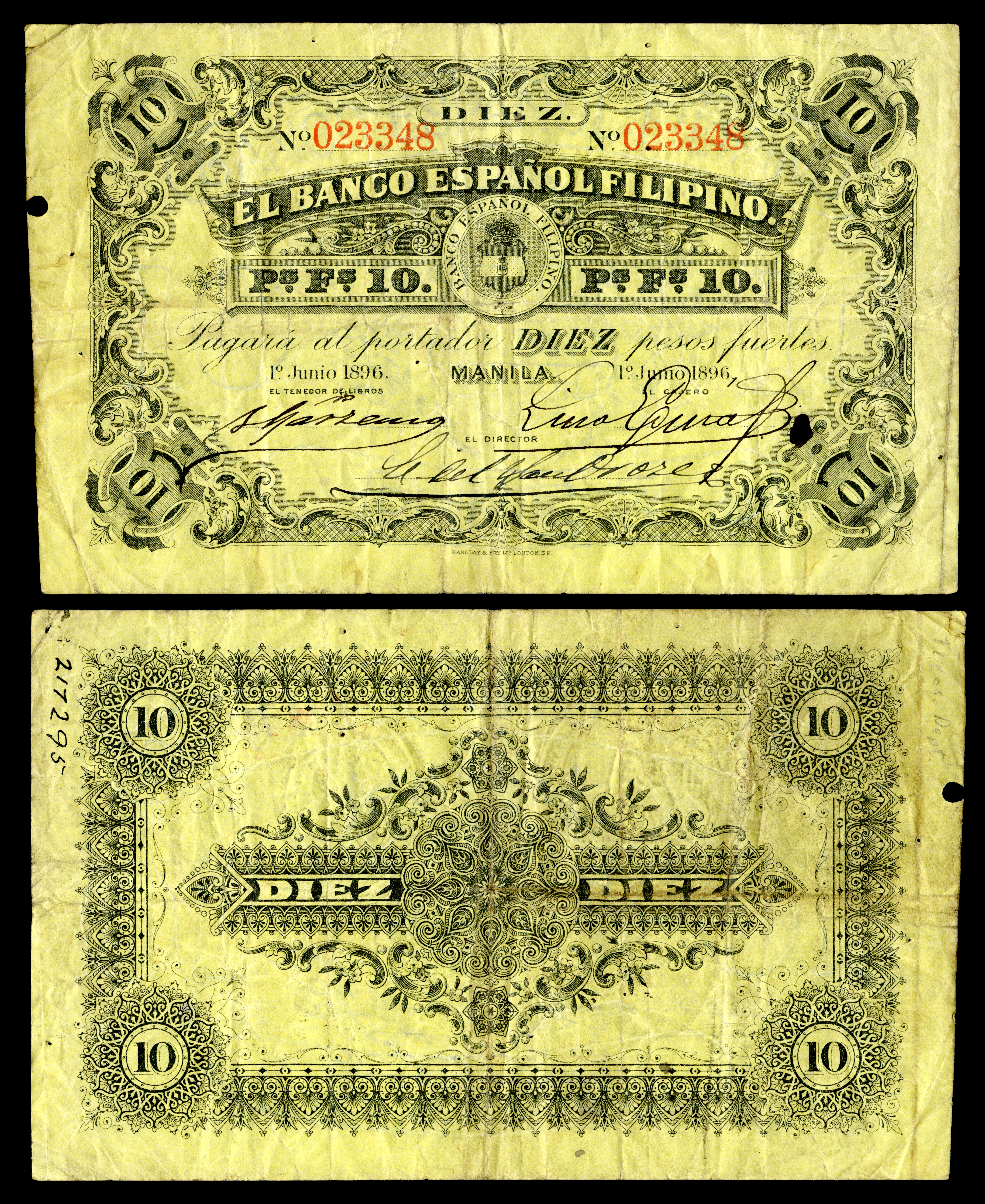
El Banco Español-Filipino, 10 pesos (1896).

El peso isabelino, más conocido formalmente como el peso fuerte, era una unidad de cuenta dividida en 100 céntimos (equivalente a 8 reales fuertes o 80 reales de vellón). Su introducción condujo al breve experimento de Filipinas con el patrón oro, que no se volvería a intentar hasta el período colonial estadounidense. El peso fuerte también fue una unidad de cambio equivalente a 1.69 gramos de oro, una multa de 0.875 (0.0476 XAU), equivalente a ₱ 1,390.87 —se refiere al peso moderno; a septiembre de 2015—.
La producción de monedas en la Casa de Moneda de Manila comenzó en 1861 con monedas de oro (de 0.875) de tres denominaciones: 4 pesos, 2 pesos y 1 peso. El 5 de marzo de 1862, Isabel II otorgó el permiso de ceca para producir una moneda fraccionada de plata (de 0.900) en denominaciones de 10, 20 y 50 céntimos de peso. La extracción de estas monedas comenzó en 1864, con diseños similares al escudo de plata español.

### El peso Alfonso, el peso hispano-filipino
La moneda en Filipinas fue estandarizada por el gobierno español con la acuñación de un peso de plata expresamente para uso en la colonia y restableciendo firmemente el estándar de plata como el sistema monetario de Filipinas. La moneda, que se conocería más tarde como el peso español-filipino, fue acuñada en Madrid en 1897 y llevaba el busto del rey Alfonso XIII. Las especificaciones de la moneda eran 25 gramos de plata de 0.900. Esta configuración también se usó en la creación del peso provincial de Puerto Rico en 1895, lo que dio a ambas monedas la equivalencia de 5 pesetas.
El nuevo estándar monetario finalmente estableció el peso como 25 gramos de plata, de 0.900 (0,7234 XAG), equivalente a ₱ 942,535 pesos modernos a partir del 22 de diciembre de 2010.
El peso hispano-filipino permaneció en circulación y se licitó legalmente en las islas hasta 1904, cuando las autoridades estadounidenses los desmonetizaron a favor del nuevo peso estadounidense-filipino.

### Monedas Joló
El Sultanato de Joló en las islas más al sur, participó activamente en el comercio de trueque con los árabes, los chinos Han, los indios de Borneo, molucas y británicos. Los sultanes emitieron sus propias monedas ya en el siglo V. Las monedas del sultán Azimud Din que existen en la actualidad son de estaño, plata y aleaciones árabes con metales de base, con fecha de 1148 AH, correspondientes al año 1735 en la era cristiana.

## Primera República de Filipinas, período revolucionario 1898-1901)

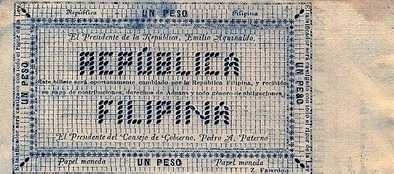
Un Peso filipino con la nota de Primera República de Filipinas.

Afirmando su independencia después de la Declaración de Independencia de Filipinas el 12 de junio de 1898, la República Filipina (República de Filipinas), bajo el mando del general Emilio Aguinaldo, emitió sus propias monedas y papel moneda respaldados por los recursos naturales del país. Las monedas fueron las primeras en usar el nombre centavo para la subdivisión del peso. La isla de Panay también emitió monedas revolucionarias. Después de la captura de Aguinaldo por las fuerzas estadounidenses en Palanan, Isabela, el 23 de marzo de 1901, el peso revolucionario dejó de existir.

## Período colonial americano, (1901-1945)

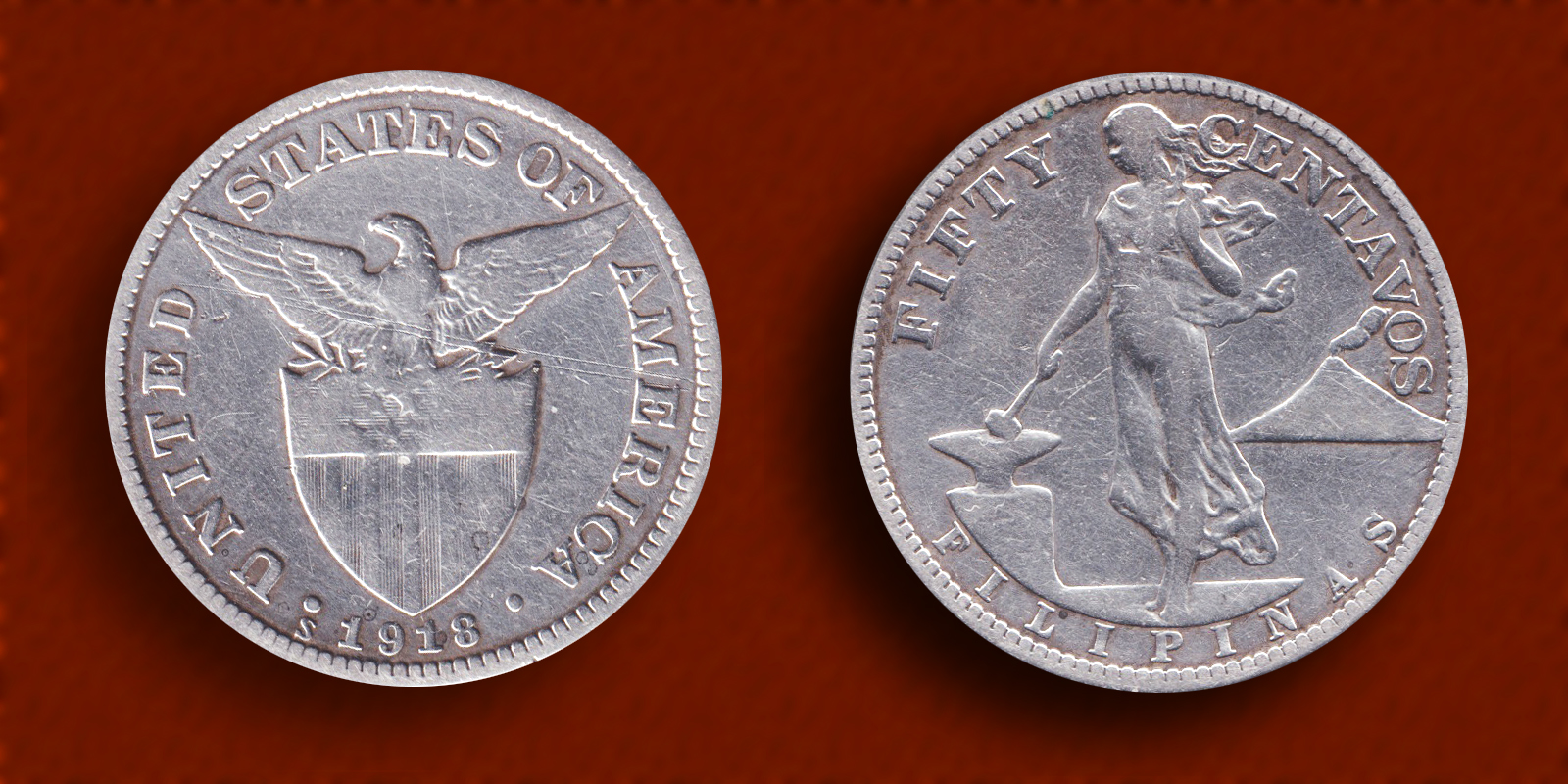
Administración de los Estados Unidos 50 monedas de plata de centavos, acuñadas en San Francisco en 1918.

Después de que los Estados Unidos tomaron el control de Filipinas, el Congreso de los Estados Unidos aprobó la Ley de Monedas de Filipinas de 1903, estableció que la unidad monetaria era un peso teórico de oro (no acuñado) que consiste en 12.9 granos de oro de 0.900 (0.026875 XAU), equivalente a ₱ 2,933.07 pesos modernos a partir del 22 de diciembre de 2010. Esta unidad equivalía exactamente a la mitad del valor de un dólar estadounidense, y mantuvo su poder adquisitivo hasta el día de apertura del Banco Central de Filipinas en 1949.
La ley contemplaba la acuñación y emisión de pesos de plata filipinos de peso y tan fino como el peso mexicano, que deberían tener el valor de 50 centavos de oro y ser canjeables en oro en la tesorería insular, y que se pretendía que fueran el único medio circulante entre el pueblo. La ley también contemplaba la acuñación de monedas subsidiarias y menores y la emisión de certificados de plata en denominaciones de no menos de 2 ni más de 10 pesos. También preveía la creación de un fondo con patrón oro para mantener la paridad de las monedas autorizadas para su emisión y autorizó al gobierno insular a emitir certificados temporales de deuda con intereses a una tasa que no excediera del 4 por ciento anual, pagadero no más de un año desde la fecha de emisión, hasta un monto que en ningún momento debía exceder los 10 millones de dólares o 20 millones de pesos.

## Período Commonwelth (1935-1946)

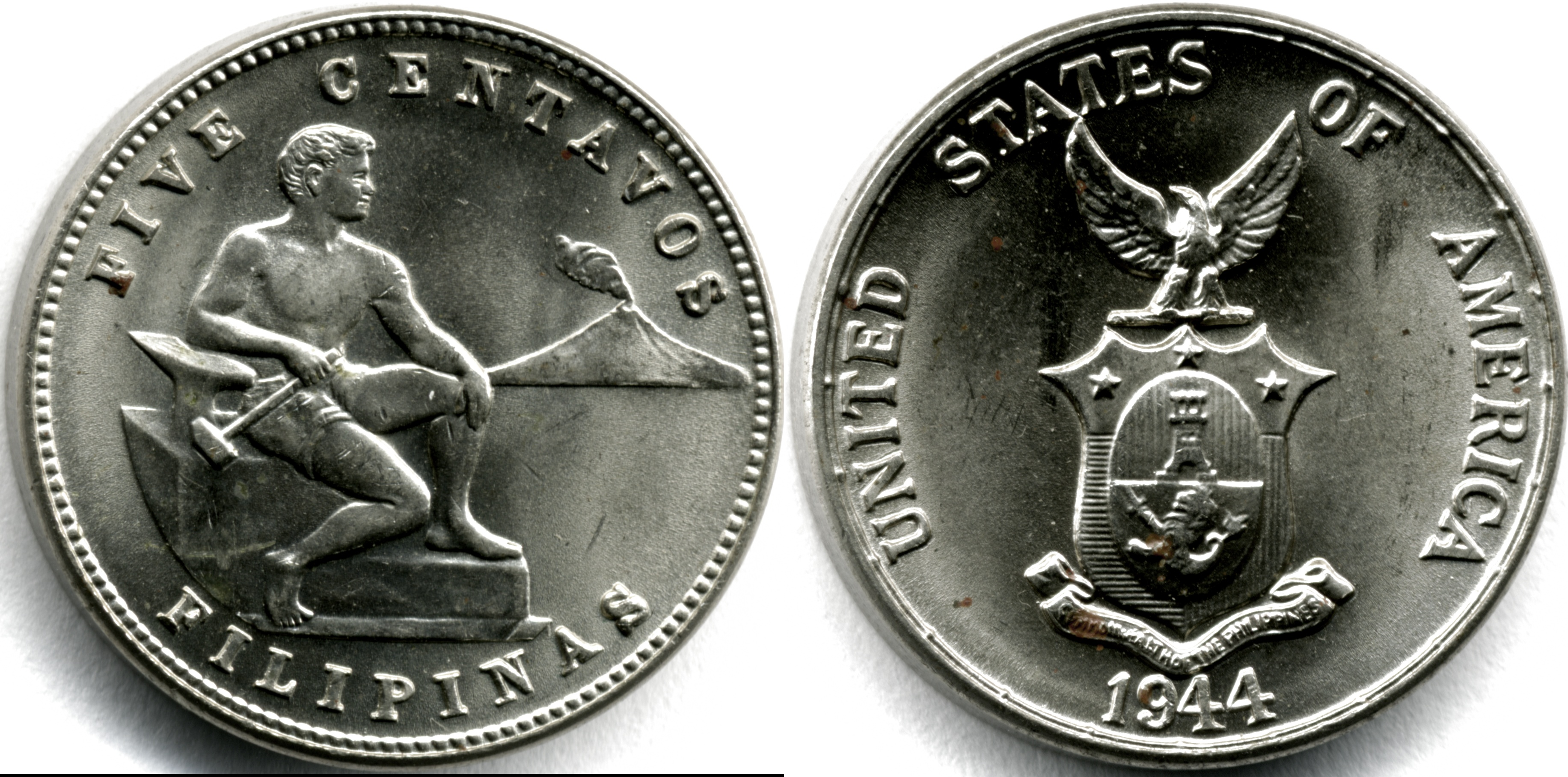
1944 Moneda de Filipinas de cinco centavos.

Cuando Filipinas se convirtió en una Mancomunidad de los Estados Unidos. En 1935, el escudo de armas de la Mancomunidad de Filipinas se adoptó y reemplazó las armas de los Territorios de los Estados en el reverso de las monedas, mientras que el anverso permaneció sin cambios. Este sello está compuesto por un águila mucho más pequeña con sus alas apuntando hacia arriba, colocada sobre un escudo con esquinas puntiagudas, sobre un pergamino que lee "Commonwealth of the Philippines". Es un patrón mucho más activo, y ampliamente considerado menos atractivo.

### El «dinero de Mickey Mouse»

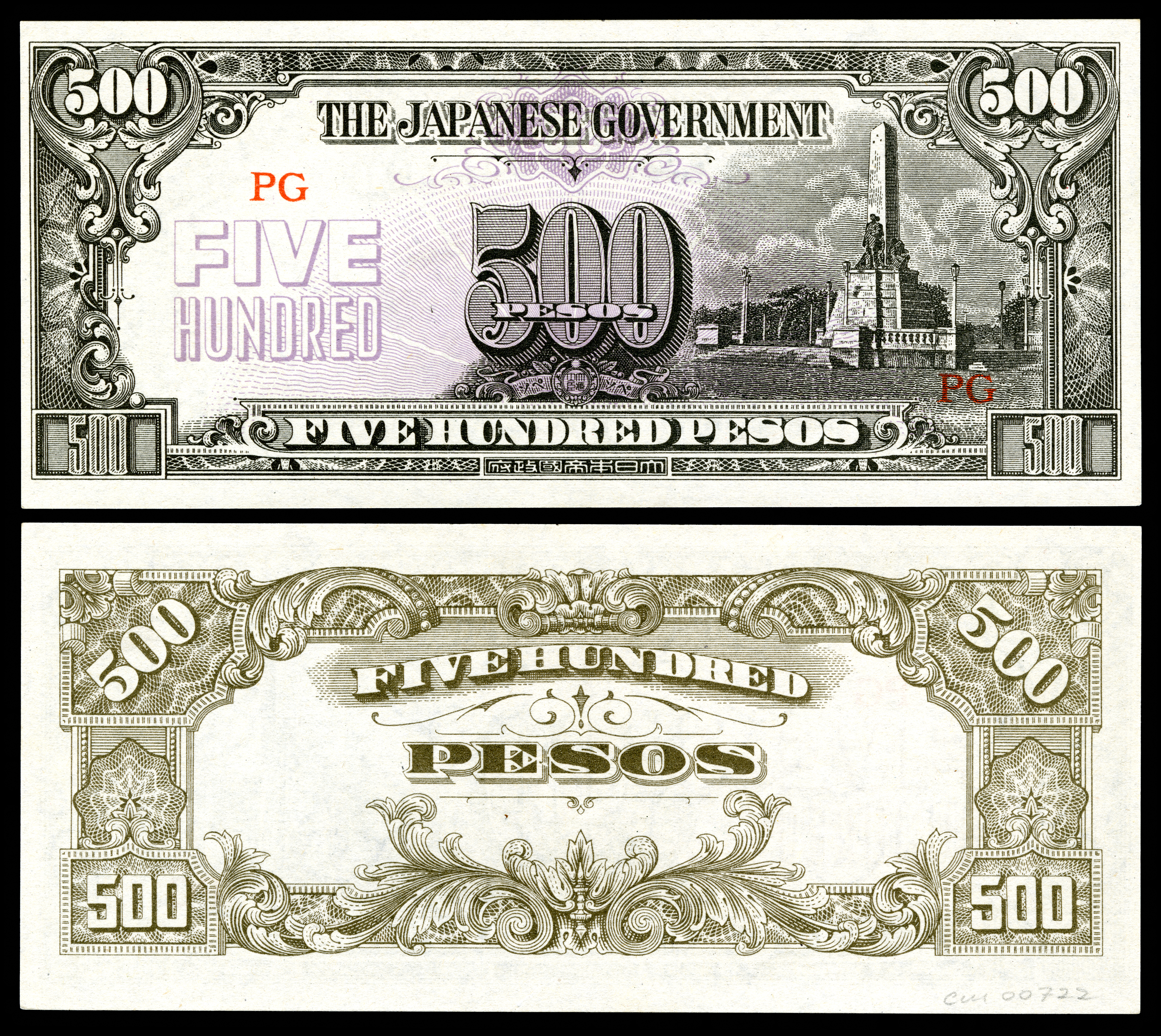
El peso emitido por el gobierno japonés apodado como «El dinero de Mickey Mouse».

Durante la Segunda Guerra Mundial en Filipinas, la moneda fiduciaria japonesa que ocupaba el gobierno en varias denominaciones; esto se conoce como el peso fiduciario filipino emitido por el gobierno japonés. La Segunda República Filipina bajo José P. Laurel prohibió la posesión de la moneda de la guerrilla y declaró un monopolio en la emisión de dinero, por lo que cualquier persona que se encontrara en posesión de billetes de la guerrilla podría ser arrestada. Algunos filipinos llamaron al dinero «dinero de Mickey Mouse». Muchos sobrevivientes de la guerra contaron historias de ir al mercado cargados de maletas o «bayóng» (bolsas nativas hechas de hojas tejidas de coco o buri) rebosantes de billetes emitidos por los japoneses. Según un testigo, 75 pesos de «Mickey Mouse», o aproximadamente 35 dólares estadounidenses en ese momento, podrían comprar un huevo de pato. En 1944, una caja de fósforos costaba más de 100 pesos de Mickey Mouse.

### Pesos de la guerrilla (notas de circulación de emergencia)

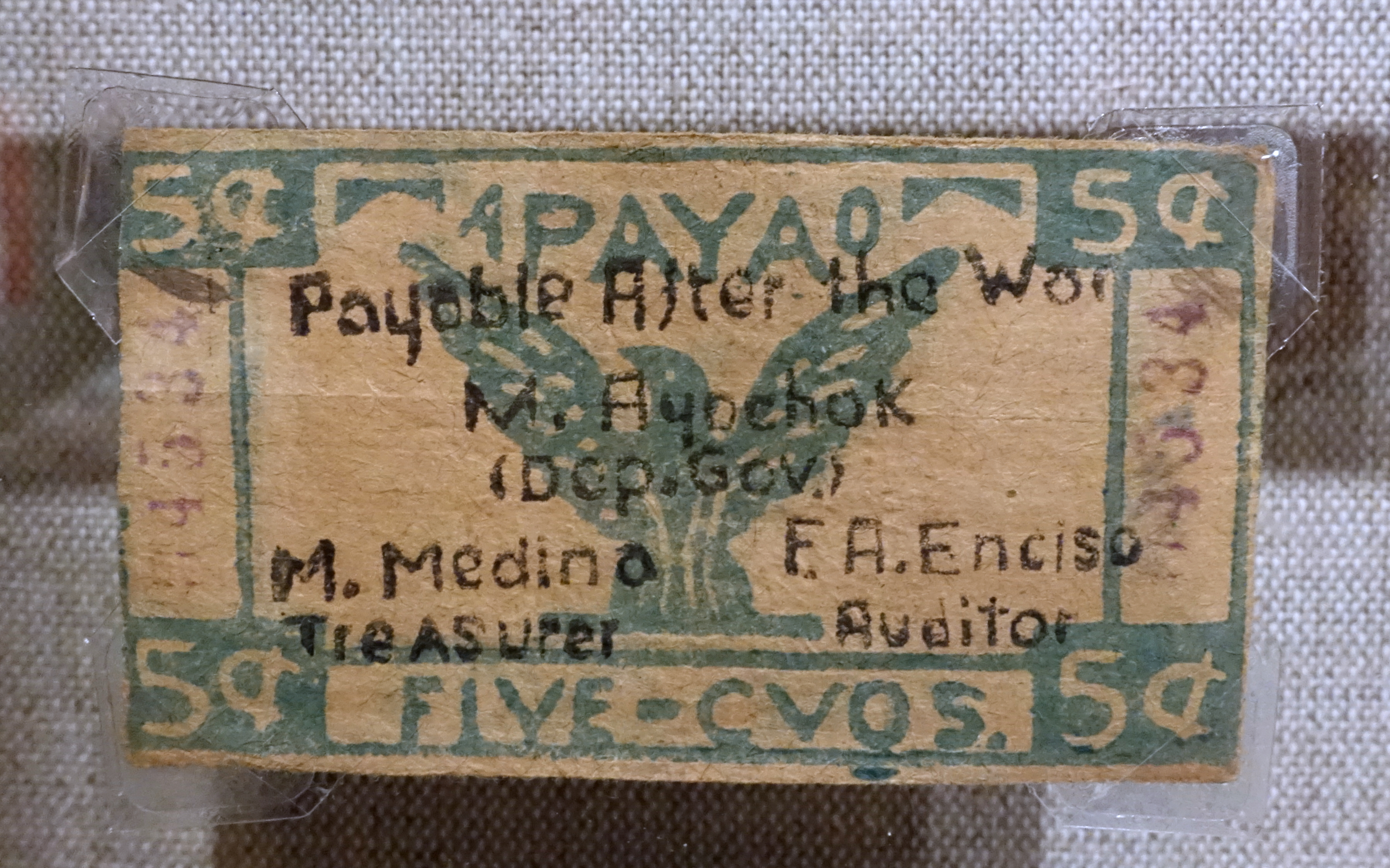
Nota de emergencia de 5 centavos, en Apayo.

Las notas de circulación de emergencia eran moneda impresa por el Gobierno de la Mancomunidad Filipina en el exilio durante la Segunda Guerra Mundial. Estos "pesos de la guerrilla" fueron impresos por las unidades del gobierno local y los bancos utilizando tintas y materiales crudos. Debido a la calidad inferior de estos billetes, fueron fácilmente mutilados. La Segunda República de Filipinas patrocinada por los japoneses bajo la presidencia de José P. Laurel prohibió la posesión de la moneda de la guerrilla y declaró un monopolio sobre la emisión de dinero y cualquier persona que se encontrara que tuviera notas de la guerrilla podía ser arrestada o incluso ejecutada.

## Monedas modernas (1946 presente)

### Serie inglesa

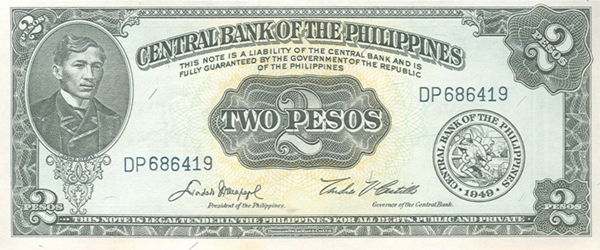
Dos pesos de la serie inglesa.

Las series en inglés fueron billetes de banco filipinos que circularon desde 1951 hasta 1971. Fue la única serie de billetes del peso filipino en utilizar el inglés como idioma.

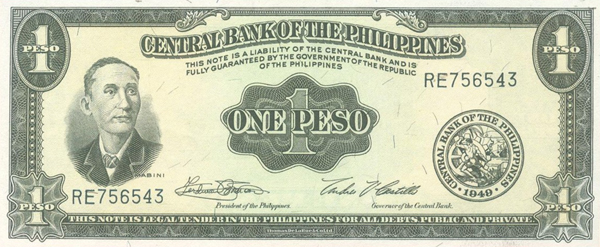
Un pesos de la serie inglesa.

### Serie filipino
Los billetes de la serie filipino es el nombre que se usa para referirse a los billetes de banco filipinos emitidos por el Banco Central de Filipinas desde 1969 hasta 1973, durante el mandato del presidente Ferdinand Marcos. Fue sucedido por la serie de billetes Ang Bagong Lipunan, a la que compartió un diseño similar. La denominación más baja de la serie es 1- «piso» y la más alta es 100- «piso». Esta serie representó un cambio radical de la serie inglesa. Los proyectos de ley sufrieron filipinización y un cambio de diseño. Después de la declaración de Proclamación nº 1081 el 23 de septiembre de 1972, el Banco Central desmonetizó los billetes existentes —tanto en inglés como en la serie filipino— el 1 de marzo de 1974, de conformidad con el Decreto Presidencial n° 378.

### Serie Ang Bagong Lipunan
La Serie Ang Bagong Lipunan —literalmente, «Serie de la Nueva Sociedad»— es el nombre que se usa para referirse a los billetes de banco filipinos emitidos por el Banco Central de Filipinas desde 1973 hasta 1985. Le sucedió la serie de billetes de diseño Nuevo. La denominación de la serie es «2 piso» y la más alta es «100 piso». Después de la declaración de la Proclamación nº 1081 del presidente Ferdinand Marcos el 23 de septiembre de 1972, el Banco Central debía desmonetizar los billetes existentes en 1974, de conformidad con el Decreto Presidencial 378. Todos los billetes de la serie Filipino sin emitir —excepto el de billete de un peso— se envió de vuelta a la planta de De La Rue en Londres para sobreimprimir el área de la marca de agua con las palabras "ANG BAGONG LIPUNAN" y un diseño de seguridad geométrico oval. El billete de un peso fue reemplazado por el de dos pesos, que presenta los mismos elementos de la serie "Filipino" desmonetizada de un billete de peso. El 7 de septiembre de 1978, se inauguró la planta de impresión de seguridad en Quezon City para producir los billetes. Y un cambio menor de su sello BSP.

### Serie de Diseño Nuevo

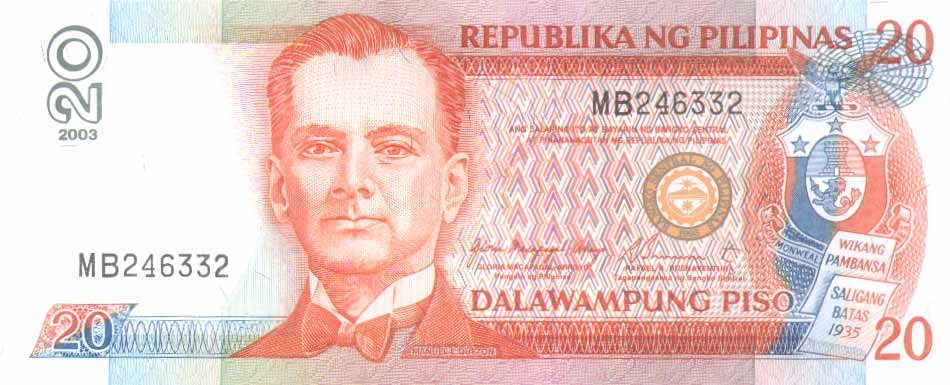
El billete de 20 pesos de la serie New Design (NDS).

El nuevo diseño de la serie (NDS) fue el nombre utilizado para referirse a los billetes emitidos Filipinas 1985-1993; se le cambió el nombre a la serie BSP cuando se estableció el Banco Central de Filipinas en 1993. Le sucedieron los billetes de banco de la Nueva Generación de Monedas (NGC) emitidos el 16 de diciembre de 2010. Los billetes de banco NDS / BSP ya no se encontraban impresos ni después de la licitación legal, 31 de diciembre de 2015. «Las notas NDS / BSP se desmonetizarán e intercambiarán con las notas NGC en 2016; todo será retirado de la circulación originalmente programada para el 1 de enero de 2017».  Sin embargo, la desmonetización se extendió hasta el 1 de abril de 2017 después de que el Banco Central de Filipinas aprobara la extensión debido al clamor público.

### Moneda de nueva generación
En 2009, el Banco Centeal de Filipinas (BSP) anunció «que ha lanzado un rediseño masivo para billetes y monedas actuales para mejorar aún más las funciones de seguridad y mejorar la durabilidad». Los miembros del comité numismático incluyen al vicegobernador del BSP, Diwa Guinigundo, y Ambeth Ocampo, presidente del Instituto Histórico Nacional. Los nuevos diseños de billetes cuentan con famosos filipinos y maravillas emblemáticas naturales. Los símbolos nacionales filipinos serán representados en monedas. El BSP comenzó a lanzar el lote inicial de billetes nuevos en diciembre de 2010.